# تاكويا تاكاهاشي
تاكويا تاكاهاشي (باليابانية: 高橋 拓也) (30 يونيو 1989 في كاناغاوا في اليابان – )؛ هو لاعب كرة قدم ياباني سابق كان يلعب كحارس مرمى.

## وصلات خارجية
- تاكويا تاكاهاشي على موقع رابطة كرة القدم اليابانية للمحترفين (اليابانية)
- تاكويا تاكاهاشي على موقع قاعدة بيانات كرة القدم.إي يو (الإنجليزية)
- تاكويا تاكاهاشي على موقع Soccerway.com (الإنجليزية)
- تاكويا تاكاهاشي على موقع عالم كرة القدم.نت (الإنجليزية)